# Dorit Shiloh
Pour les articles homonymes, voir Shiloh (homonymie).
Dorit Shiloh (parfois écrit Shilo), née le 27 août 1969 à Tel Aviv, est écrivaine, traductrice et critique littéraire franco-israélienne. Le 12 aout 2020, Dorit Shiloh est naturalisée française par décret « pour son aide au rayonnement de la culture française en Israël ».

## Biographie
Dorit Shiloh est née à Tel Aviv. Sa mère est née à Bucarest de parents rescapés de la Shoah. Son père est né à Jérusalem d’une famille d'origine syrienne. De 1996 à 2011, elle a vécu en France où elle rédigeait sa thèse de doctorat et enseignait dans diverses universités, dont l’École normale supérieure de Lyon, Institut national des langues et civilisations orientales (Inalco), le Centre national d'enseignement à distance (CNED), où elle a également rédigé des manuels d'enseignements de l'hébreu, et la Sorbonne–Paris I.
Diplômée d’une licence d’histoire de l’université de Tel Aviv, Dorit Shiloh possède également un DEA d’histoire moderne de la Sorbonne-Paris IV. Sa recherche portait sur l’historiographie française au XVIIIe siècle, notamment sur la contribution de Nicolas Frérét de l'Académie des inscriptions et belles-lettres. Sa thèse de doctorat de l’Inalco (avec les félicitations du jury) portait également sur l’historiographie, notamment sur l'usage fait de l'histoire par le roman historique écrit pour la jeunesse en tant qu’outil didactique pour la transmission de messages nationalistes,.
De nos jours, Dorit Shiloh est traductrice littéraire du français vers l’hébreu. Entre autres œuvres, elle a traduit Gros-Câlin de Romain Gary/Émile Ajar, devenue en Israël un succès de librairie, et Au revoir là-haut de Pierre Lemaître. Elle enseigne la littérature française et la traduction à l’université de Tel Aviv et à Institut français d'Israël. Spécialiste de la traduction de l’hébreu ancien vers le français, elle enseigne également à l’université d’été en langues de l’Orient, organisée par l'université de Lausanne, en partenariat avec Venice International University.
Dorit Shiloh est la traductrice officielle de l'ambassade de France en Israël. Elle habite actuellement à Jaffa.

### Activité littéraire
Shiloh publie régulièrement de nombreux essais et critiques littéraires dans le supplément littéraire de Haaretz et de Yediot Aharonot notamment sur des œuvres françaises contemporaines, et mène des interviews avec de nombreuses personnalités littéraires françaises ou étrangères, dans la presse ou lors d’événements culturels internationaux. Parmi les personnalités interviewées : Michel Houellebecq, Anne Berest, Véronique Olmi, Vanessa Springora, Maylis de Kerangal, Katherine Pancol, Ismaïl Kadaré, Dorit Rabinyan et Eshkol Nevo. Elle est également cofondatrice et éditrice de la revue littéraire numérique de la Bibliothèque nationale d'Israël, Hamoussakh (le Garage), qui, depuis sa création en 2017, est lue chaque mois par plus de vingt-cinq mille personnes.
Son recueil de nouvelles, The Countdown, en partie inspiré par sa vie en France, publié en 2020, lui a valu le Prix du premier livre de la Fondation Goldberg et le soutien de la Fondation Rabinovitch. Selon le journal Haaretz, il compte parmi les 56 titres les plus marquants pour l’année 2020. The Countdown lui a également valu le Prix littéraire Jacqueline Kahanov 2023 de l'Institut de la pensée israélienne.

### Engagement
En 1996, Dorit Shiloh a participé à la création de la filiale israélienne de l’ONG française Équilibre, devenue deux ans plus tard Latet, la plus grande ONG humanitaire d’Israël. Elle a été chargée de la première mission de l’ONG en Croatie, au terme de la guerre civile en ex-Yougoslavie. Entre 2015-2018, elle était bénévole au sein de l’ONG Elifelet for Refugee Kids. Shiloh a proposé de cours de langue aux enfants de demandeurs d'asile d’Afrique vivant à Tel-Aviv. En 2017, l’ONG a obtenu la mention spéciale du Prix des Droits de l’Homme de la République française. En mai 2021, à la suite des émeutes et du blocus imposé aux villes mixtes en Israël, lors de la Crise israélo-palestinienne de 2021, Shiloh a organisé une campagne de soutien aux commerçants arabes de Jaffa et a mis en place une vaste opération de livraison depuis Jaffa vers Tel Aviv.